# 默蓋拉尼鄉

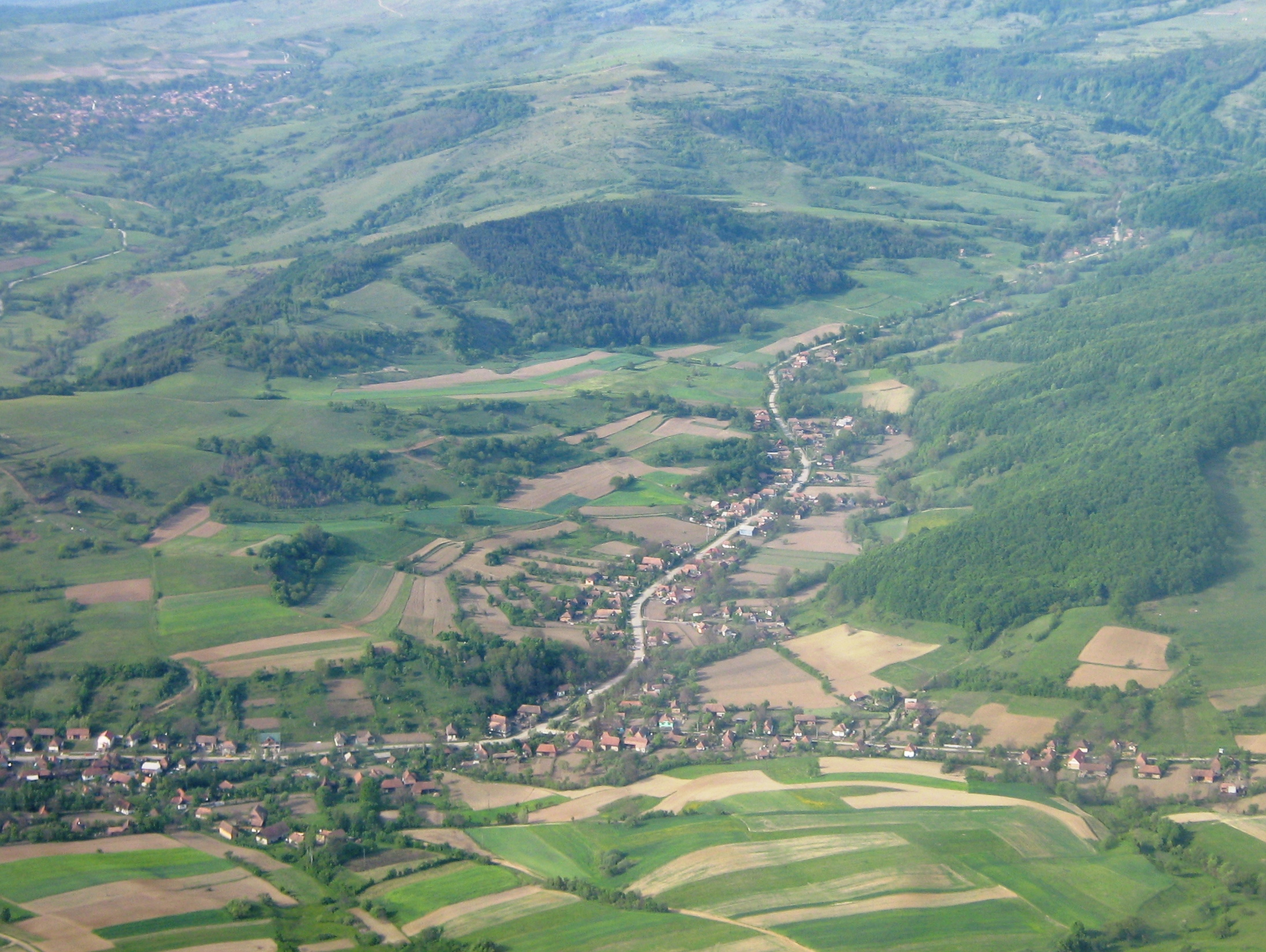

46°34′0″N 24°54′0″E / 46.56667°N 24.90000°E
默蓋拉尼鄉（羅馬尼亞語：Comuna Măgherani, Mureș），是羅馬尼亞的鄉份，位於該國中部，由穆列什縣負責管轄，面積58平方公里，海拔高度390米，2007年人口1,415，人口密度每平方公里24人。